# Interregne otomà
L'interregne otomà també conegut com a triumvirat otomà, en turc Fetret Devri, va ser un període caòtic a l'Imperi Otomà al començament del segle xv, posterior a la derrota del sultà Baiazet I en la batalla d'Ankara a mans de Tamerlà el 1402 durant la invasió tamerlànida de l'Imperi Otomà, en la que Bayezid, que fou capturat.
Els fills de Baiazet que van quedar vius després de la batalla es repartiren, les regions romanents de l'imperi. El major, Süleyman Çelebi, governava el nord de Grècia, Bulgària i Tràcia, Isa Çelebi governava Grècia i la part més occidental d'Anatòlia, i Mehmet Çelebi va formar un regne a Amasya i van començar a lluitar entre ells.
El 1404 Isa va ser enderrocat per Mehmet i expulsat de la seva capital a Bursa i es va haver de retirar a Tokat. Süleyman va aprofitar l'ocasió per apoderar-se també del sud de Grècia, mentre Mehmet regia Anatòlia. Tamerlà va morir el 1405 i Mehmet va enviar al seu germà petit Musa a travessar el mar Negre amb un gran exèrcit a Rumèlia acceptant la invitació de Mircea I, arribant a Valàquia el 1406 i obligant a Suleyman a sortir de Bursa per anar a combatre a Rumèlia. Musa va vèncer a Süleyman a Bulgària a la batalla de Yanbolu el 1410, i es va veure forçat a retirar-se al sud de Grècia. Musa es va proclamar llavors sultà. Mehmed va enfurir, i va enviar un petit exèrcit a Gal·lípoli, on va ser derrotat. Davant aquesta circumstància, Mehmet es va aliar amb Manuel II Paleòleg, que pel tractat de Gal·lípoli signat amb Süleyman van poder recuperar Tessalònica i bona part del Peloponès, i tres anys més tard va enviar un exèrcit que va derrotar completament a Musa a Kamerlu, Sèrbia. Després d'aquesta victòria, va ser fàcil per Mehmed enderrocar al seu últim germà que estava a Grècia, i convertir-se en Sultà.